# Nose
Nose (能勢町, Nose-chō) és una vila i municipi de la prefectura d'Osaka, a la regió de Kansai, Japó. Nose forma part del districte de Toyono i és el municipi més septentrional de la prefectura. La vila és coneguda per l'existència del "Noma Keyaki", un arbre de keyaki mil·lenari.

## Geografia
El terme municipal de Nose es troba envoltat en totes les direccions per muntanyes, com el mont Miyama de 791 metres i el mont Kenpi, de 784 metres. Pel municipi també flueixen molts rius com el Yamabe, el Hitokuranohoji, el Noma i el Tajiri, els quals passen per la plana del riu Inagawa. El riu Katsura també passa per la vila. Administrativament, Nose conforma junt amb Toyono el districte del mateix nom i limita al sud amb el municipi de Toyono, a la mateixa prefectura, a l'oest amb la prefectura de Hyogo i a l'est amb la prefectura de Kyoto.

## Història
Hi ha testimonis de que la zona on avui es troba Nose està habitada des del període Jomon. L'antic nom de la vila era Kusaka i és esmentada al Nihon Shoki. El 1837 hi va haver una important revolta dels camperols de Nose durant l'important fam de l'era Tenpō, pocs mesos després dels aldarulls d'Ōshio Heihachirō.

## Transport
Tot i que pel terme passa la línia Nose, a la vila no hi ha cap estació de tren.

### Carreteres
- Nacional 173
- Nacional 477
- Prefectural 4
- Prefectural 54